# Ngựa Virginia Highlander
Ngựa Virginia Highlander là một giống ngựa lùn với dáng phi nước kiệu theo bốn nhịp.
Nguồn gốc của giống ngựa này là từ Pogo, một con ngựa màu hạt dẻ được chào đời vào năm 1960, một con ngựa lùn lai, được cho là đã được nuôi bởi một con ngựa lùn xứ Wales. Nó có một dáng đi tự nhiên. Chủ sở hữu của nó, William M. Pugh, bị hấp dẫn bởi con ngựa có dáng đi tự nhiên, đã phát triển một chương trình nhân giống cho những con ngựa lùn, bằng cách lai Pogo và con cháu của nó với những cá thể ngựa giống khác: như ngựa Ả Rập, Ngựa Tennessee, ngựa Morgan, Ngựa yên, ngựa lùn Hackney và ngựa lùn xứ Wales. Những con ngựa đáp ứng các tiêu chí của Pugh về sự hình thành, tính khí và khả năng đi lại đã được nhân giống. Việc đăng ký bắt đầu với hai con ngựa giống nền tảng là Shadow of the Ridge và Pugh's Red Cloud.
Hiệp hội Ngựa Virginia Highlander được thành lập vào đầu những năm 1990 để quảng bá giống ngựa Virginia Highlander thông qua đăng ký và giáo dục. Hai mươi hai con ngựa (20 ngựa cái và 2 con ngựa đực) tạo thành cổ phiếu nền tảng ban đầu. Đến tháng 6 năm 2004, đã có hơn 130 con ngựa thuộc giống ngựa này được đăng ký, không tính đến các cá thể ngựa đóng vai trò nền tảng ban đầu.

## Đặc điểm
Virginia Highlander có chiều cao nằm trong khoảng từ 13 đến 14 hand (52 đến 56 inch, cao 132 đến 142 cm). Màu lông của giống bao gồm màu lang, hạt dẻ, đen và xám, cũng như màu trắng. Đặc điểm giống bao gồm tính khí tốt và hầu hết có dáng đi một chân tự nhiên.
Giống này được tìm thấy chủ yếu ở phía đông và đông nam Hoa Kỳ.